# Jan Lebbink
J.B.M. (Jan) Lebbink (ca. 1941) is een Nederlands politicus van de VVD.
Hij begon zijn ambtelijke loopbaan op 18-jarige leeftijd en bracht het rond 1980 tot gemeentesecretaris van Meppel. In mei 1985 werd Lebbink benoemd tot burgemeester van Slochteren als opvolger van zijn partijgenoot Otto van Diepen die burgemeester van Amstelveen was geworden. In maart 2000 nam Lebbink daar afscheid en ging hij vervoegd met pensioen waarna hij zich samen met zijn echtgenote Marjan Lebbink-Koerselman, van 1994 tot 2000 presidente van de Nederlandse Vereniging van Huisvrouwen (NVVH), vestigde in het zuiden van Frankrijk.